# Lardaro (higo)
Lardaro es un cultivar de higuera de tipo Smyrna Ficus carica unífera, de higos color de piel verde oliváceo. Se cultiva principalmente en Italia, Rusia, Crimea Yalta.

## Sinonimia
- „Lardaio“,[4]
- „Ladaro“,[5][6][7]

## Historia
El higo 'Lardaro' fue escrito y figurado por Gasparrini (1845) como 'Fico Lardaro', con el nombre botánico Ficus pachycarpa.
Otras descripciones son de Porta (1592), Duchartre (1857), Pasquale (1876, con dibujo), Savastano (1885) y Eisen (1888, 1901). Según Eisen, esta es la higuera más común cerca de Nápoles, donde los árboles producen abundantes cosechas.
Savastano informó que la caprificación se practica para Lardaro. PI.
El número 86.809, recibido de Yalta, Crimea, como 'Lardaro', Ira J. Condit en 1947 en la UC Riverside lo describió como una higuera de tamaño medio de tipo Smyrna de un color verde poco atractivo. No está claro si Lardaro es una variedad de tipo Higo Común o de tipo Smyrna.

## Características
Según la descripción de Gustav Eisen en 1901 :
La higuera 'Lardaro' es una variedad unífera de tipo Smyrna. El árbol es un productor medio, con grandes hojas de 3 lóbulos cuyas ramas se dispersan extendiéndose.
El higo es de un tamaño grande a mediano, a menudo 3 pulgadas de largo por 1/4 de ancho piriforme. Cuello largo, estrechándose desde el centro del higo. Pedúnculo muy corto y numerosas costillas, que son verrugosas e irregulares. Color de la piel de color verde oliva, con costillas violáceas marronáceas oscuras. Tallo y cuello verde sin el color marrón.
Ostiolo plano, pequeño pero abierto con un iris violeta, las escamas son pequeñas y no prominentes. No floración prominente. Pulpa rosada violeta, bastante pálida. Dentro del hueco. Carne gruesa, blanca o amarilla. La pulpa es muy gruesa, pero agradable.
En su forma este higo se parece al 'Pied de Boeuf'. El higo más común alrededor de Nápoles (Italia). Valorado por su abundante cosecha.

## Cultivo de las higueras en el mundo
Dentro del ranking mundial Turquía es el mayor productor de higos del mundo con 305,450 toneladas, Egipto con 167,622 tn, Argelia con 131,798 tn., e Irán con 70,178 tn, Marruecos con 70.000 toneladas.
Dentro de la Unión Europea, España es, junto a Grecia y Portugal, el mayor productor de higos. Aunque la extensión de su cultivo y su producción, con alguna excepción, ha ido decayendo en los últimos años.
Según los últimos datos oficiales de Anuario de Estadística Agraria del Ministerio de Agricultura, España llegó a contar hace algo más de 15 años con más de 20.000 hectáreas de cultivo y una producción superior a las 60.000 toneladas anuales. En la actualidad, la extensión real del cultivo se sitúa en las 12.500 hectáreas, con cerca de 30.000 toneladas de producción al año. España es actualmente el octavo productor mundial de higos y el primero de la Unión Europea, por delante de Grecia y Portugal.